# Heroldishausen
Heroldishausen is een gemeente in de Duitse deelstaat Thüringen, en maakt deel uit van de Unstrut-Hainich-Kreis.
Heroldishausen telt  inwoners.